# Facultad de Enfermería y Terapia Ocupacional de Cáceres
La Facultad de Enfermería y Terapia Ocupacional de Cáceres es una de las facultades del Campus de Cáceres, en la ciudad de Cáceres (España). Fundada en 1971, oferta enseñanzas de pregrado y posgrado en ciencias de la salud.

## Información académica

### Organización
La Facultad de Enfermería y Terapia Ocupacional de Cáceres se compone de once departamentos, con sus respectivas áreas de conocimiento:

#### Anatomía, Biología Celular y Zoología
- Anatomía y Embriología humana

#### Bioquímica, Biología Molecular y Genética
- Bioquímica y Biología Molecular

#### Ciencias Biomédicas
- Medicina
- Medicina Preventiva y Salud Pública

#### Dirección de Empresas y Sociología
- Sociología

#### Enfermería
- Enfermería

#### Filología Hispánica y Lingüística General
- Lengua española

#### Filología Inglesa
- Filología inglesa

#### Fisiología
- Fisiología

#### Matemáticas
- Estadística e Investigación Operativa

#### Psicología y Antropología
- Personalidad, Evaluación y Tratamiento Psicológico
- Psicología Evolutiva y de la Educación
- Psicología social

#### Terapéutica Médico-Quirúrgica
- Cirugía
- Farmacología
- Fisioterapia
- Psiquiatría

## Titulaciones ofertadas

### Grados[3]
- Grado En Enfermería
- Grado En Terapia Ocupacional

### Másteres[4]
- Máster Universitario En Investigación En Ciencias Sociosanitarias

## Comunidad

### Estudiantes
En el curso académico 2013-2014, la Facultad cuenta con 678 estudiantes, de los que 657 son alumnos de pregrado y 21 de posgrado.

### Profesores
En el curso académico 2013-2014, la Facultad cuenta con 66 profesores. El 21 % del total posee título de doctor.